# 木立裕之
木立 裕之（きだち ひろゆき、1972年2月6日 - ）は、千葉県市川市出身の空手家（四段）。極真会館（松井派）城東葛西支部の責任者。

## 人物
空手歴は29年（入門は1988年）。初めは千葉県北支部市川道場であったが、後に本部直轄浅草道場に所属する。他流派の空手の経験も3年ある。会社員を続けながら空手をしていたが、空手に専念するために退職。現在は空手指導員。
2009年に行われた第41回全日本空手道選手権大会を最後に現役選手を引退した後、翌年2010年4月から城東支部葛西道場（現：城東葛西支部）を開き、責任者を務めている。
尊敬する人物は、松戸五香道場の樫村方建先生。目標としていた選手は千葉南支部・館山、千倉道場の石井豊先生。
好きな食べ物はヨーグルトとトムヤンクン。

## 主な戦歴（松井派主催）
- 1999年第7回全世界空手道選手権大会（世界大会初出場）
- 2003年第8回全世界空手道選手権大会　第8位
- 2000年第32回全日本空手道選手権大会　第4位
- 2004年第36回全日本空手道選手権大会　第8位
- 2006年第38回全日本空手道選手権大会　第5位
- 2008年第40回全日本空手道選手権大会　第4位
- 2009年第41回全日本空手道選手権大会　第4位
- 1997年第1回全世界ウェイト制空手道選手権大会　中量級　第4位
- 2001年第2回全世界ウェイト制空手道選手権大会　中量級　準優勝
- 2005年第3回全世界ウェイト制空手道選手権大会　中量級　第3位
- 2009年第4回全世界ウエイト制空手道選手権大会　中量級　準優勝
- 1996年第13回全日本ウェイト制空手道選手権大会　中量級　　第3位
- 1998年第15回全日本ウェイト制空手道選手権大会　軽量級　　優勝
- 1999年第16回全日本ウェイト制空手道選手権大会　中量級　　優勝
- 2000年第17回全日本ウェイト制空手道選手権大会　中量級　　優勝
- 2005年第22回全日本ウェイト制空手道選手権大会　軽重量級　優勝

## 大会に関するエピソード
第22回全日本ウェイト制空手道選手権大会の軽重量級では、極真会館の全国大会史上初めて、他団体正道会館選手が決勝に進出した。決勝進出の瞬間、会場全体の観客は一気に青ざめ、静かになったという。決勝戦では、木立は左下突きから入り、相手の攻撃を捌いての下段で崩すといった展開であった。途中、相手選手の上段膝蹴りが木立のアゴを捉えるなど、危うい場面もあったが、基本的には木立が有利に試合を進めた。終盤では相手のラッシュがやんだあと、木立がラッシュを繰り広げるなど、見所の多い試合であったと言われる。そして、決勝戦で木立裕之が勝利した時はわれんばかりの拍手が起こり、木立は「極真の救世主」とまで称された。

## 逸話
社員時代、トレーニングも兼ねて毎日会社までの片道20キロを往復数時間かけて走って通っていた。